# Antonio Vozzi
Antonio Vozzi (Chiaromonte, 8 settembre 1950) è un politico italiano.

## Biografia
Ha espletato il servizio militare nei bersaglieri come Allievo del 38º Corso A.C.S. formandosi alla Scuola Truppe Meccanizzate e Corazzate di Lecce nel 1973/74. Militante sin da giovane nelle file del PSI, nel 1980 viene eletto consigliere provinciale nelle file del PSI, mantenendo anche la carica di vicesindaco di Chiaromonte. Nel 1985 si ricandida al consiglio provinciale, risultando il consigliere eletto più votato d'Italia, in forma percentuale, del suo partito e viene nominato assessore al turismo, caccia e pesca. Sempre nel 1985 viene eletto alla carica di sindaco di Chiaromonte, riconfermato dal voto popolare anche nel 1990; nello stesso anno viene anche riconfermato in seno al consiglio provinciale.
Nel 1992, a 42 anni, è candidato nelle file del PSI alle elezioni politiche per il Senato, risultando eletto nel collegio di Lagonegro. Viene rieletto al Senato della Repubblica alle Elezioni politiche del 1994, questa volta nel collegio di Lauria per la lista dei Progressisti, risultando sempre per il suo partito il più votato d'Italia in percentuale. A fine 1994, dopo la crisi del PSI, aderisce alla Federazione Laburista.
Nel 1995 si ricandida a sindaco di Chiaromonte, sempre per i Progressisti, venendo nuovamente eletto. Nel 2009 viene rieletto sindaco per la quarta volta con una lista civica.